# Berekua
Berekua är en parishhuvudort i Dominica.   Den ligger i parishen Saint Patrick, i den södra delen av landet, 11 km sydost om huvudstaden Roseau. Berekua ligger 288 meter över havet och antalet invånare är 2 608. Den ligger på ön Dominica.
Terrängen runt Berekua är kuperad. Havet är nära Berekua åt sydost.  Närmaste större samhälle är Roseau, 10,8 km nordväst om Berekua. 